# Міллер-Крік (Північна Кароліна)
Міллер-Крік (англ. Millers Creek) — переписна місцевість (CDP) в США, в окрузі Вілкс штату Північна Кароліна. Населення — 1931 особа (2020).

## Географія
Міллер-Крік розташований за координатами 36°11′27″ пн. ш. 81°14′8″ зх. д. / 36.19083° пн. ш. 81.23556° зх. д. (36.190865, -81.235553).  За даними Бюро перепису населення США в 2010 році переписна місцевість мала площу 11,59 км², уся площа — суходіл.

## Демографія
Згідно з переписом 2010 року, у переписній місцевості мешкало 2112 осіб у 892 домогосподарствах у складі 621 родини. Густота населення становила 182 особи/км².  Було 1002 помешкання (86/км²).
Расовий склад населення:
| - 94,3 % — білих - 0,9 % — чорних або афроамериканців - 0,1 % — корінних американців - 0,1 % — азіатів - 3,1 % — осіб інших рас |

До двох чи більше рас належало 1,5 %. Частка іспаномовних становила 4,5 % від усіх жителів.
За віковим діапазоном населення розподілялося таким чином: 22,3 % — особи молодші 18 років, 60,2 % — особи у віці 18—64 років, 17,5 % — особи у віці 65 років та старші. Медіана віку мешканця становила 43,7 року. На 100 осіб жіночої статі у переписній місцевості припадало 97,4 чоловіків;  на 100 жінок у віці від 18 років та старших — 92,5 чоловіків також старших 18 років.
Середній дохід на одне домашнє господарство  становив 43 378 доларів США (медіана — 31 619), а середній дохід на одну сім'ю — 56 345 доларів (медіана — 39 841). За межею бідності перебувало 19,7 % осіб, у тому числі 22,9 % дітей у віці до 18 років та 9,6 % осіб у віці 65 років та старших.
Цивільне працевлаштоване населення становило 761 особа. Основні галузі зайнятості: освіта, охорона здоров'я та соціальна допомога — 18,7 %, роздрібна торгівля — 15,0 %, виробництво — 13,4 %.